# Napoli (couraçado)
O Napoli foi um couraçado pré-dreadnought operado pela Marinha Real Italiana e a terceira embarcação da Classe Regina Elena, depois do Regina Elena e Vittorio Emanuele, e seguido pelo Roma. Sua construção começou em outubro de 1903 no Estaleiro Real de Castellammare di Stabia e foi lançado ao mar em outubro de 1905, sendo finalizado em setembro de 1908. Era armado com dois canhões de 305 milímetros montados em duas torres de artilharia únicas, tinha um deslocamento carregado de quase catorze mil toneladas e alcançava uma velocidade máxima de vinte nós.
O Napoli passou seus primeiros anos de serviço participando principalmente de exercícios junto com seus irmãos e o restante da frota italiana no Mar Mediterrâneo. Lutou na Guerra Ítalo-Turca entre 1911 e 1912, participando de operações em Cirenaica e no Mar Egeu. Também serviu na Primeira Guerra Mundial, porém não entrou em combate por causa de estratégias navais cautelosas por parte dos italianos e seus inimigos, a Áustria-Hungria. O Napoli permaneceu servindo ativamente depois do final do conflito, porém acabou descomissionado em setembro de 1926 e desmontado.

## Características

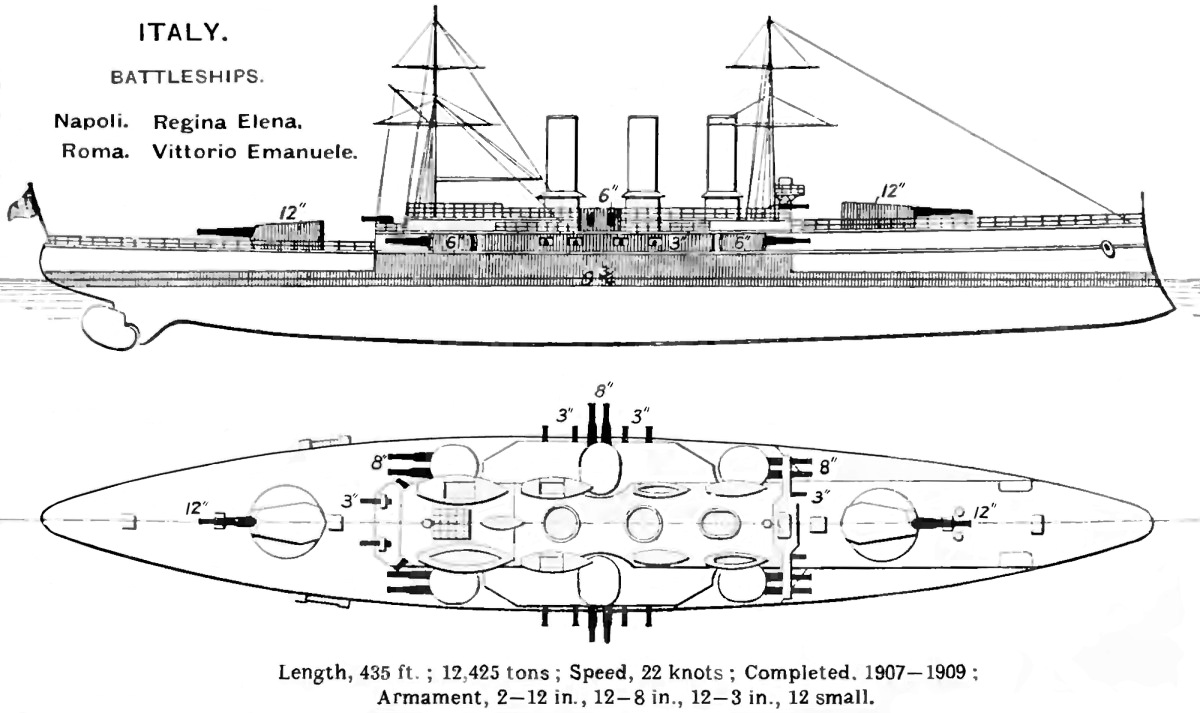
Desenho da Classe Regina Elena

O projeto da Classe Regina Elena foi preparado por Vittorio Cuniberti, o Chefe Engenheiro da Marinha Real Italiana. Esta especificou uma embarcação mais poderosa que cruzadores blindados contemporâneos e mais rápida que couraçados estrangeiros, porém tudo dentro de um deslocamento de não mais de 13,2 mil toneladas. Os dois primeiros navios da classe foram encomendados para o ano fiscal de 1901 e os dois últimos no ano seguinte.
O Napoli tinha 144,6 metros de comprimento de fora a fora, uma boca de 22,4 metros e um calado de 8,58 metros. Seu deslocamento carregado era de 13 995 toneladas. Seu sistema de propulsão tinha 28 caldeiras Babcock & Wilcox a carvão que alimentavam dois motores verticais de tripla-expansão com quatro cilindros, cada um girando uma hélice. A potência indicada do sistema era de 19 895 cavalos-vapor (14 629 quilowatts) para uma velocidade máxima de mais de vinte nós (37 quilômetros por hora). A autonomia era de dez mil milhas náuticas (dezenove mil quilômetros) a dez nós (dezenove quilômetros por hora). A tripulação era formada por 742 a 764 oficiais e marinheiros.
O armamento principal consistia em dois canhões calibre 40 de 305 milímetros em duas torres de artilharia únicas, uma à vante e uma à ré. O armamento secundária tinha doze canhões calibre 45 de 203 milímetros em seis torres de artilharia duplas, três em cada lateral. A defesa contra barcos torpedeiros tinha 24 canhões calibre 40 de 76 milímetros em casamatas. Além disso, havia dois tubos de torpedo submersos de 450 milímetros. O cinturão de blindagem tinha uma espessura máxima de 250 milímetros, já o convés tinha 38 milímetros. A torre de comando era protegida por 254 milímetros, enquanto as torres de artilharia principais por 203 milímetros e as torres secundárias por 152 milímetros.

## Carreira

### Tempos de paz
O batimento de quilha do Napoli ocorreu em 21 de outubro de 1903 no Estaleiro Real de Castellammare di Stabia. Foi lançado ao mar em 10 de setembro de 1905 e finalizado em 1º de agosto de 1908. O Napoli serviu na esquadra ativa até 1910, época em que estava na companhia dos seus três irmãos e também dos dois couraçados da Classe Regina Margherita. A esquadra ativa normalmente atuava por sete meses ao ano para treinamento, enquanto nos cinco restantes ficavam na reserva.

### Guerra Ítalo-Turca

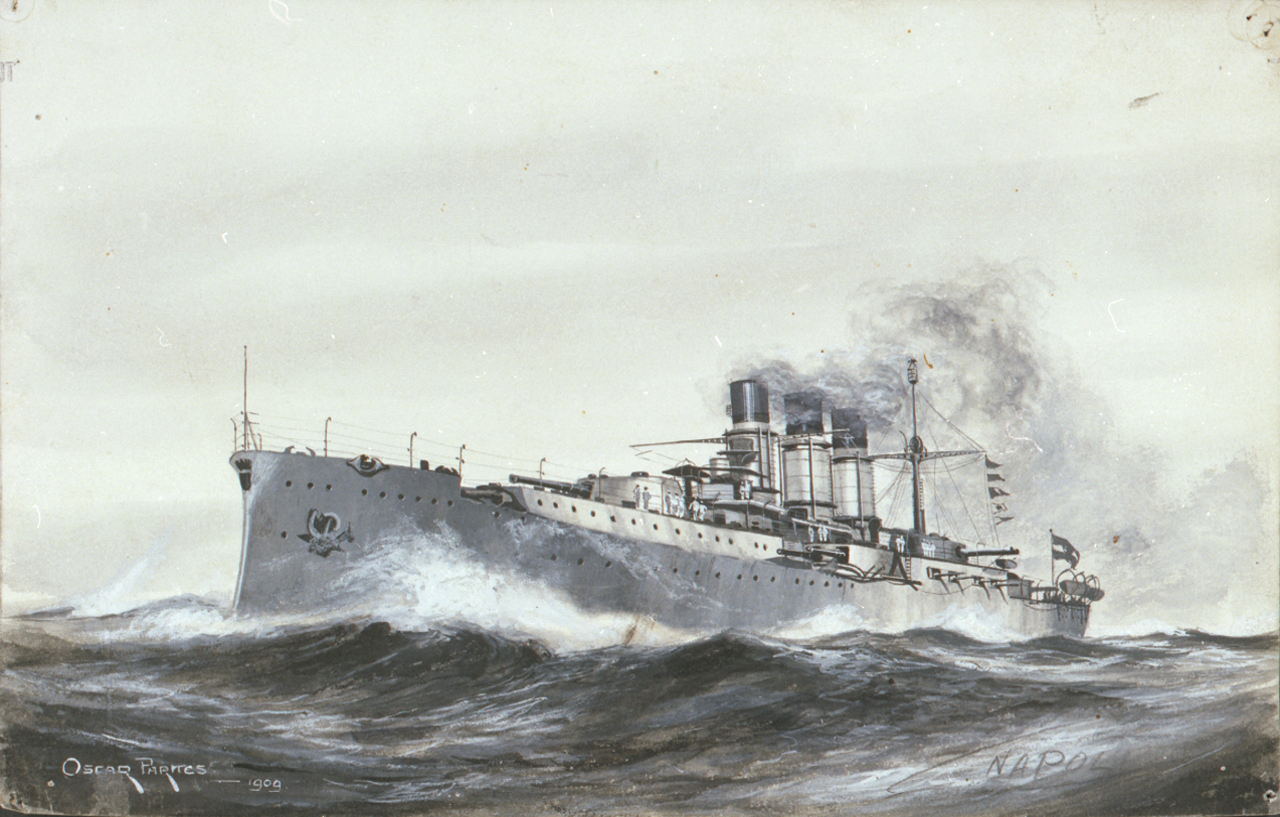
Pintura de Oscar Parkes do Napoli

A Itália declarou guerra contra o Império Otomano em 29 de setembro de 1911 a fim de tomar a Líbia, iniciando a Guerra Ítalo-Turca. O Napoli serviu na 1ª Divisão da 1ª Esquadra junto com seus irmãos durante todo do conflito, estando sob o comando do vice-almirante Augusto Aubry. O Napoli, seu irmão Roma e os cruzadores blindados Pisa e Amalfi foram enviados para bloquear Trípoli assim que a guerra começou. O couraçado Benedetto Brin e a esquadra de treinamento chegaram para substituir os navios em 2 de outubro.
O Napoli foi destacado em 15 de outubro com o objetivo de reforçar os cruzadores blindados da 2ª Divisão da 1ª Esquadra, chegando em Derna com vários navios de transporte de tropas. O couraçado e os outros navios bombardearam a cidade depois da guarnição otomana local ter se recusado a se render. O local foi destruído em apenas trinta minutos. Os italianos tentaram desembarcar quinhentos soldados de infantaria às 14h00min, mas foram repelidos, que fizeram com que a frota voltasse a bombardear a cidade. Os otomanos abandonaram a cidade no dia 18, com o Exército Real Italiano então ocupando Derna. Enquanto isso, o Napoli voltou para a 1ª Divisão e também no dia 18 ajudar a escoltar um comboio de tropas para Bengasi. Os italianos bombardearam a cidade no dia seguinte depois da guarnição otomana também não ter se rendido. Equipes dos couraçados e tropas de infantaria dos navios de transporte desembarcaram durante o bombardeio. Os italianos rapidamente forçaram os otomanos a recuarem para o centro da cidade. As forças inimigas recuaram em 29 de outubro depois de um curto cerco e Bengasi foi conquistada.
Os otomanos lançaram em novembro um grande ataque para tentarem retomar a cidade. Os italianos lançaram um contra-ataque no final do mês que consistia em três batalhões de infantaria mais 150 homens tripulantes do Napoli. O couraçado e os outros navios da 1º Esquadra foram dispersados em dezembro para vários portos de Cirenaica, com o Napoli ficando em Derna. A maior parte da frota voltou para a Itália no início de 1912 a fim de passar por reparos e manutenção, deixando apenas uma pequena força de cruzadores e embarcações realizando patrulhas pelo litoral do Norte da África. A 1ª Divisão deixou Tarento em 13 de abril e seguiu para a ilha de Rodes. Enquanto isso, a 3ª Divisão escoltou um comboio de tropas de Tobruque para a ilha. O italianos fizeram em 4 de maio uma demonstração de força em frente da cidade de Rodes enquanto soldados eram desembarcados a dezesseis quilômetros ao sul. Estes rapidamente avançaram com o apoio da artilharia naval, com os otomanos se rendendo no dia seguinte.
O Napoli se envolveu entre 8 e 20 de maio na tomada de várias ilhas no Dodecaneso. A 1ª Divisão ficou em Rodes em junho e pelos dois meses seguintes navegou pelo Mar Egeu a fim de impedir que os otomanos tentassem retomar as ilhas perdidas. A 1ª Divisão retornou para a Itália no final de agosto para manutenção e reformas, sendo substituída pela 2ª Esquadra. A 1ª Divisão partiu em 14 de outubro, mas foi chamada de volta no mesmo dia quando o Império Otomano concordou com um tratado de paz.

### Primeira Guerra Mundial

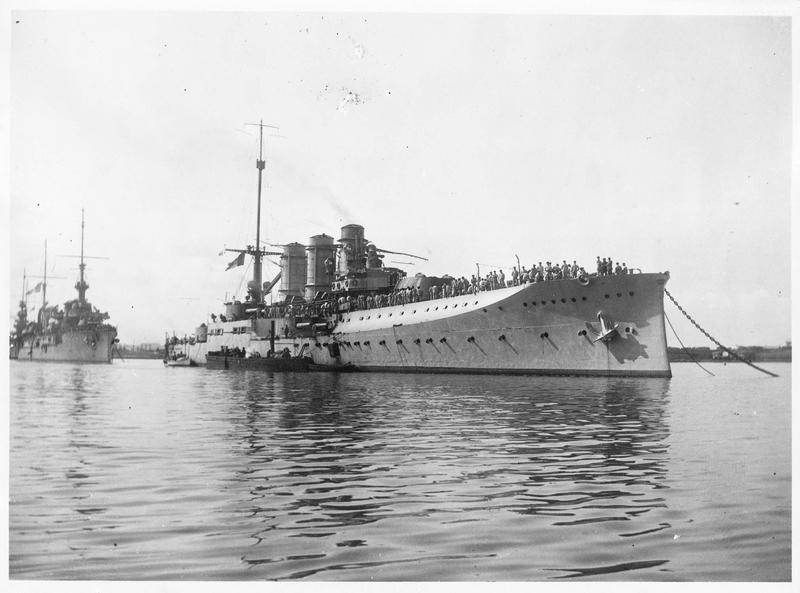
O Napoli em 1915

A Primeira Guerra Mundial começou em agosto de 1914 e a Itália inicialmente declarou sua neutralidade, mas foi convencida em maio de 1915 a entrar no conflito contra os Impérios Centrais. O almirante Paolo Thaon di Revel, o Chefe do Estado-Maior Naval, acreditava que submarinos e lança-minas da Marinha Austro-Húngara conseguiam operar eficientemente no estreito Mar Adriático, com ele considerando essas ameaças algo muito sério para arriscar utilizar sua frota principal. Em vez disso, Revel preferiu usar sua força de batalha para bloquear a extremidade sul do Adriático, colocando embarcações menores em ataques rápidos contra navios e instalações inimigas. Os couraçados assim foram preservados para confrontar a frota austro-húngara caso esta procurasse uma batalha.
O Napoli e seus irmãos foram designados para a 2ª Divisão, passando boa parte de seu tempo rotacionando entre as bases de Tarento, Brindisi e Valona, nunca entrando em combate. Três cruzadores rápidos austro-húngaros atacaram a Barragem de Otranto na noite de 14 para 15 de maio de 1917, resultando na Batalha do Estreito de Otranto. Os couraçados da Classe Regina Elena foram enviados para auxiliar, mas o comandante italiano não permitiu que  participassem por temer perdê-los para um submarino.
A Itália assinou o Tratado Naval de Washington em 1922 junto com as outras quatro grandes potências navais da época: Estados Unidos, Reino Unido, Japão e França. Segundo os termos deste tratado, a Marinha Real podia manter os quatro couraçados da Classe Regina Elena junto com seus novos couraçados dreadnought. Por eles serem menores e mais antigos, especialmente em comparação com os mais modernos dreadnoughts, os membros da classe poderiam ter sido mantidos em serviço indefinidamente. Entretanto, não poderiam ser substituídos por novos. O Napoli foi mantido por alguns anos até ser removido do registro naval em 3 de agosto de 1926 e desmontado.